# ヒューマンバラエティー
ヒューマンバラエティーは、主に悩みを解決したり逢いたい人を捜索したりするバラエティ番組のことを指す。俗に「お涙頂戴番組」ともいう。

## 主な内容
各依頼人がスタジオに登場し、これまでの生い立ちを再現VTRで紹介し、VTR終了後にスタジオの出演者にさまざまなアドバイスをもらったり、恩師や生き別れた家族と再会するのがほとんどのパターンである。
依頼人のほとんどはプライバシー保護に基づき、画像・音声が処理されているほか、名前も仮名となっている（「Ａさん」の様な匿名出演の場合もある）。

## 主な番組
- 愛する二人別れる二人（フジテレビ）
- 嗚呼!バラ色の珍生!!（日本テレビ）
- それは秘密です!!（日本テレビ）
- 快傑熟女!心配ご無用（TBS）
- 徳光和夫の感動再会"逢いたい"（TBS）
- 目撃!ドキュン（テレビ朝日）

現在は全て終了している。

## 備考
1998年頃から高視聴率を獲得するようになり、各局で同種の企画へのリニューアルや新番組が開始されるようになった。しかし、1999年11月に「愛する二人別れる二人」がやらせ騒動で打ち切りになって以降は、2年近くで同系統の3番組も相次いで終了した。
その後は「奇跡の扉 TVのチカラ」などの情報番組やバラエティ番組などにそのような描写やコーナーが含まれている程度であったが、2006年からは特番として放送されていた「徳光和夫の感動再会"逢いたい"」が2009年までレギュラー放送されていた。